# Lee Valley White Water Centre

Carte du Lee Valley White Water Centre

Le Lee Valley White Water Centre est un stade d'eau vive situé à Waltham Cross dans le comté de Hertfordshire en Angleterre.
Il a accueilli les épreuves de slalom de canoë-kayak aux Jeux olympiques d'été de 2012 et est aujourd'hui ouvert au public.
Le stade a attiré plus de 3,4 millions de visiteurs depuis son ouverture.

## Concept et construction
Construit entre 2009 et 2011, le Lee Valley White Water Centre est un site olympique pour les épreuves de canoë-kayak en eau vive de 2012 et est aujourd'hui le domicile de l’équipe de performance des British Canoe Unions (fédération britannique de canoë-kayak, mais aussi  le centre d’entraînement de haut niveau de l’équipe nationale de slalom en canoë et de tous les athlètes d’élite financés par l’agence gouvernementale UK Sport. 
Le centre a été ouvert au public 18 mois avant les épreuves olympiques et à réouvert au visiteurs 6 semaines après les jeux. 
Ce centre abrite un parcours olympique standard de compétition de 300 m, un parcours d’entraînement de 160 m, le ‘‘Legacy Loop’’, ainsi qu’un lac de 14 000m². Il se compose également d'activité pour visiteur telles que le rafting en eaux vives, des parcours pour canoë-kayak et des parcours en courants rapides.

## Historique
Le site a également accueilli le tournage du film Tomb Raider de Roar Uthaug. Certaines parties de la scène de la cascade avec l'avion ont été tournées sur place en 2017.
Le site a accueillis des épreuves des Jeux Olympiques de 2012,  deux Coupes du monde de slalom en canoë de l’ICF de 2014 et 2019, et les Championnats du monde de slalom en canoë de l’ICF en 2015.